# Miasto Pančevo
Miasto Pančevo (serb. Grad Pančevo / Град Панчево) – jednostka administracyjna w Serbii, w Wojwodinie, w okręgu południowobanackim. W 2018 roku liczyła 119 960 mieszkańców.